# Шумски шаренац
Шумски шаренац (лат. Euphydryas maturna) инсект је из реда лептира (лат. Lepidoptera) и породице шаренаца (лат. Nymphalidae).

## Распрострањење
Ареал шумског шаренца обухвата већи број држава у Европи и Азији. Врста је присутна у Аустрији, Белгији, Грчкој, Казахстану, Литванији, Луксембургу, Мађарској, Немачкој, Пољској, Румунији, Русији, Србији, Француској, Црној Гори, Чешкој и Шведској.

### Животни циклус
Женка полаже јаја на наличје листова биљке хранитељке (бели јасен), и из груписаних јаја еклодирају гусенице које већи део развојног пута проводе живећи грегаран начин живота у комуналној мрежи. Овакве мреже су веома уочљиве на гранама. Гусенице могу хибернирати и више пута током развоја. Тешко их је уочити јер се сaкривају под лишће и маховину пре и након сваког пресвлачења и током презимљавања. Када су зреле (најчешће у мају), интегумент је у потпуности црн а медиодорзална и латерална регија јарко жута. Сколуси (трнолики израштају који носе сете) су веома разгранати и такође црни.

## Угроженост
Подаци о распрострањености ове врсте су недовољни.